# 김정민 (KBS 연출가)
김정민은 대한민국의 텔레비전 드라마 연출감독이다.

## 드라마
- 2006년 ~ 2007년 KBS2 목요드라마 《일단 뛰어》 ... 공동연출
- 2008년 KBS2 드라마스페셜 《사랑팔아 닷.컴》... 연출
- 2008년 KBS2 납량특집 수목 미니시리즈 《2008 전설의 고향》 ... 공동연출
- 2008년 KBS2 납량특집 수목 미니시리즈 《사진검의 저주》 ... 연출
- 2008년 KBS2 납량특집 수목 미니시리즈 《기방괴담》 ... 연출
- 2009년 KBS2 납량특집 월화 미니시리즈 《전설의 고향 2009》 ... 공동연출
- 2010년 KBS2 드라마스페셜 《가족의 비밀》... 연출
- 2011년 KBS2 수목 미니시리즈 《공주의 남자》 ... 공동연출
- 2014년 KBS2 수목 미니시리즈 《조선 총잡이》 ... 공동연출
- 2016년 KBS2 월화 미니시리즈 《우리집에 사는 남자》 ... 연출
- 2018년 TV조선 주말 특별기획 드라마 《대군 - 사랑을 그리다》 ... 연출
- 2019년 ~ 2020년 TV조선 주말 특별기획 드라마 《간택 - 여인들의 전쟁》 ... 연출
- 2020년 ~ 2021년 KBS2 월화 미니시리즈 《암행어사: 조선비밀수사단》 ... 연출
- 2023년 SBS 금토 미니시리즈 《꽃선비열애사》 ... 연출